# Westland

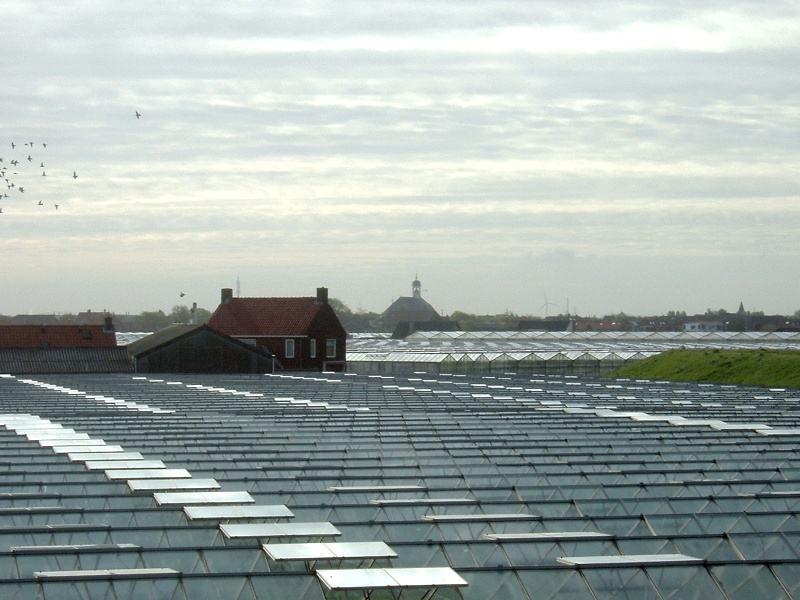
Växthus i 's-Gravenzande.

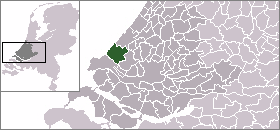
Westlands läge

Westland är en kommun i provinsen Zuid-Holland i Nederländerna. Kommunens totala area är 90,59 km² (där 10,69 km² är vatten) och invånarantalet är på 97 270 invånare (2004).